# Simone Turck
Pour les articles homonymes, voir Turck.
Répertoire
Voir #Carrière
Scènes principales
Théâtre du Taur, théâtre du Capitole, théâtre Sorano, théâtre de la Digue, tournées en région toulousaine et scènes parisiennes.
Simone Turck est une comédienne et metteuse en scène française née le 20 avril 1924 à Rouen et morte à Nice le 24 mai 2020,, fondatrice avec Maurice Sarrazin du Grenier de Toulouse en 1945.

## Biographie

### Carrière
En mars 1945, rejoignant Maurice Sarrazin, Jacques Duby et Pierre Nègre, Simone Turck participe à la création de la compagnie du Grenier de Toulouse et joue dans sa première pièce, le Carthaginois de Plaute.
Elle se consacre pleinement à la vie de la compagnie et du théâtre ainsi qu'en témoigne Maurice Sarrazin : « Un exemple : Simone Turck, qui appartient à la troupe depuis sa fondation. Elle est assistante de production, directrice des costumes, elle a réglé quatre mises en scène et elle est comédienne, comédienne de tournée. À la fin du mois, je lui verse 1650 NF, moins que ce que touche un ouvrier zingueur. »

### Vie privée

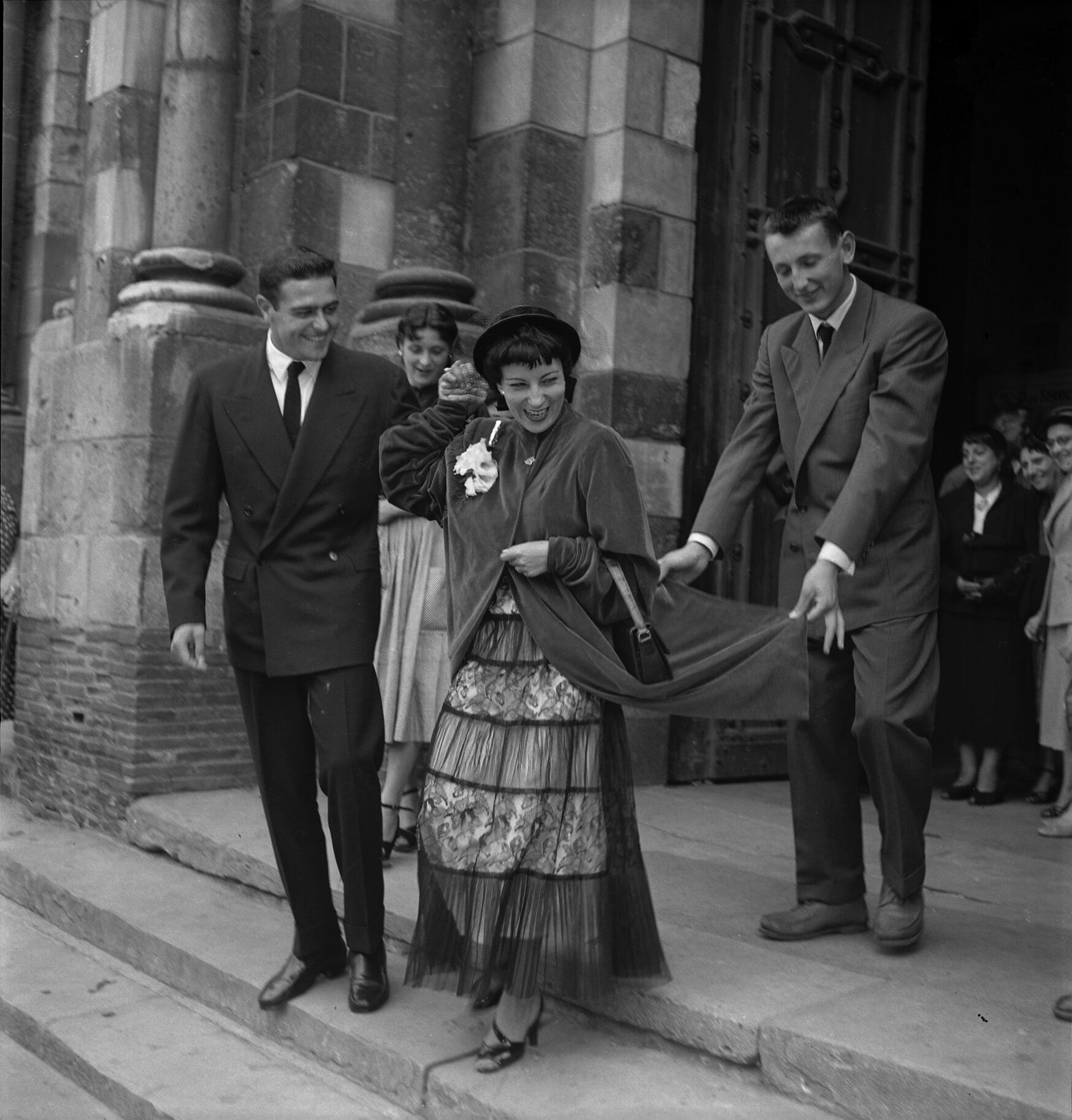
Mariage de Simone Turck et Joseph Bernardo à Toulouse, 1952.

Simone Turck épouse Joseph Bernardo à Toulouse le 4 septembre 1952.

### Comédienne
- Shakespeare
  - La Nuit des rois (Viola), mise en scène Maurice Sarrazin, le Grenier de Toulouse, Théâtre Daniel-Sorano, 1967
  - Le Roi Lear (Goneril)
  - La Mégère apprivoisée (Catharina)
- Anton Tchekhov
  - Les Trois Sœurs (Olga) [5],[6], mise en scène Maurice Sarrazin, le Grenier de Toulouse, Théâtre Daniel-Sorano, 2001

### Metteur en scène
- Marivaux, Le Jeu de l'amour et du hasard, mise en scène de Simone Turck, Toulouse, 1956[7]
- Federico Garcia Lorca, La Savetière prodigieuse, mise en scène de Simone Turck, Sion (Suisse), 1959
- Marivaux, La Dispute, mise en scène de Simone Turck, le Grenier de Toulouse, tournée française : janvier à mars 1960
- Luigi Pirandello, L'Homme, la bête et la vertu, mise en scène de Simone Turck, Toulouse, Théâtre Daniel-Sorano, 1961
- Luigi Pirandello, Comme tu me veux, mise en scène de Simone Turck, Lyon, Théâtre des Célestins[8], 1962
- Beaumarchais, Le Barbier de Séville, mise en scène de Simone Turck pour le Festival d'Ajaccio[9], 1980
- Jean Giraudoux, Électre, mise en scène de Simone Turck, pièce télévisée et diffusée par FR3 Lyon, 1982 [10]